# Atlético Marsella
El Atlético Marsella, anteriormente Groupe Sportif Consolat, es un equipo de fútbol de Francia que juega en el National 2, la cuarta liga de fútbol más importante del país. Su escudo era muy similar al del FC Barcelona pese a ser un equipo francés y lo cambiaron en 2018.

## Historia
Fue fundado en el año 1964 en la ciudad de Marsella y es uno de los equipos que en la ciudad están a la sombra del gigante de la ciudad Olympique Marseille, siendo un equipo que ha estado la mayor parte de su historia en las divisiones amateur y regionales de Francia.
En el verano de 2018 el Consolat pasó por un proceso de reorganización y cambió su nombre por el de Athlético Marseille.

## Palmarés
- CFA Grupo C: 1

2013/14